# اسب آبی (آلبوم)
اسب آبی (به انگلیسی: Blue Horse) یک آلبوم موسیقی منتشر شده توسط گروه کانادایی The Be Good Tanyas است. این آلبوم در سال ۲۰۰۰ منتشر شده‌است و تاکنون نقش بسزایی در موسیقی کانادایی داشته است.

## ترانه‌ها
1. The Littlest Birds – ۴:۰۶
2. Broken Telephone – ۴:۵۲
3. Rain And Snow – ۳:۵۹
4. The Lakes of Pontchartrain – ۴:۳۹
5. Only In The Past – ۴:۵۶
6. The Coo Coo Bird – ۴:۵۰
7. Dogsong aka Sleep Dog Lullaby – ۴:۴۶
8. Momsong – ۵:۳۳
9. Don't You Fall – ۳:۳۸
10. Up Against The Wall – ۳:۱۹
11. Oh! Susanna – ۴:۱۷
12. Light Enough To Travel – ۴:۵۸